# Snežana Malović
Snežana Malović (en serbe cyrillique : Снежана Маловић ; née le 10 septembre 1976 à Belgrade) est une femme politique serbe. Elle est membre du Parti démocratique (DS). Du 7 juillet 2008 au 27 juillet 2012, elle est ministre de la Justice dans les gouvernements présidés par Mirko Cvetković.

## Biographie
Snežana Malović suit les cours de la Faculté de droit de l'université de Belgrade ; elle y obtient son diplôme en 1999. De 1999 à 2001, elle travaille en tant qu'avocate stagiaire, avant d'obtenir sa titularisation en 2002. Elle suit ensuite les formations supérieures de la faculté de droit.
En 2001 et 2002, Snežana Malović travaille en tant que vice-secrétaire au ministère de la Justice et de l'autonomie locale, puis, en 2002 et 2003, en tant que chef de cabinet du ministre. De 2004 à 2007, elle exerce la fonction de secrétaire général du Bureau du Procureur pour les crimes de guerre, puis, en novembre 2007, elle est secrétaire d'État au sein du ministère de la Justice.

## Vie privée
Snežana Malović parle anglais et allemand.